# Marbais
Marbais (Nederlands: Marbeek, Waals: Marbé) is een plaats en deelgemeente van de gemeente Villers-la-Ville in de Belgische provincie Waals-Brabant. Tot 1 januari 1977 was het een zelfstandige gemeente.

## Demografische ontwikkeling
- Bronnen:NIS, Opm:1831 tot en met 1970=volkstellingen, 1976= inwonersaantal op 31 december

## Geboren in Marbais
- Joseph André (1885-1969), Belgisch architect
- Aimable Delune (1866-1923), Belgisch architect
- Ernest Delune (1859-1945), Belgisch architect en senator
- Leon Delune (1862-1941), Belgisch architect
- Henri Denis (1877-1957), Belgisch militair en politicus

Deelgemeenten: Marbais · Mellery · Sart-Dames-Avelines · Piraumont · Tilly

Overige dorpen en gehuchten: Gentissart · Heuval · Marbisoux · Piraumont · Rigenée · Strichon

Belgische gemeenten · Arrondissement Nijvel · Waals-Brabant · Wallonië